# Superpuchar Słowenii w koszykówce mężczyzn
Superpuchar Słowenii w koszykówce mężczyzn – mecz koszykówki rozgrywany od 2003, pomiędzy męskimi klubami mistrza Słowenii oraz zdobywcy Pucharu Słowenii. Odbywa się na początku rozgrywek zasadniczych Słoweńskiej Ligi Koszykówki. W przypadku, gdy mistrzem Słowenii jest jednocześnie zdobywca pucharu kraju, jego przeciwnikiem zostaje finalista Pucharu Słowenii.
| Rok  | Lokalizacja     | Zwycięzca         | Finalista       | Wynik  |
| ---- | --------------- | ----------------- | --------------- | ------ |
| 2003 | Postojna        | Union Olimpija    | Krka            | 81–63  |
| 2004 | Maribor         | Union Olimpija    | Pivovarna Laško | 67–61  |
| 2005 | Škofja Loka     | Union Olimpija    | Pivovarna Laško | 88–79  |
| 2007 | Polzela         | Union Olimpija    | Helios Domžale  | 90–71  |
| 2008 | Postojna        | Union Olimpija    | Helios Domžale  | 67–56  |
| 2009 | Lublana         | Union Olimpija    | Elektra Esotech | 95–62  |
| 2010 | Maribor         | Krka              | Union Olimpija  | 72–61  |
| 2011 | Rogaška Slatina | Krka              | Union Olimpija  | 80–72  |
| 2012 | Grosuplje       | Krka              | Union Olimpija  | 84–81  |
| 2013 | Portorož        | Union Olimpija    | Krka            | 63–60  |
| 2014 | Šenčur          | Krka              | Union Olimpija  | 68–65  |
| 2015 | Škofja Loka     | Tajfun            | Krka            | 72–60  |
| 2016 | Podčetrtek      | Krka              | Helios Suns     | 81–78  |
| 2017 | Lublana         | Petrol Olimpija   | Krka            | 94–76  |
| 2018 | Lublana         | Sixt Primorska    | Petrol Olimpija | 83–71  |
| 2019 | Podčetrtek      | Koper Primorska   | Hopsi Polzela   | 106–74 |
| 2020 | Kranj           | Cedevita Olimpija | Krka            | 78–67  |

## Zwycięzcy superpucharu
| Zespół            | Tytuły | Zwycięskie lata                                      |
| ----------------- | ------ | ---------------------------------------------------- |
| Cedevita Olimpija | 9      | 2003, 2004, 2005, 2007, 2008, 2009, 2013, 2017, 2020 |
| Krka              | 5      | 2010, 2011, 2012, 2014, 2016                         |
| Koper Primorska   | 2      | 2018, 2019                                           |
| Šentjur           | 1      | 2015                                                 |